# Turismo de salud

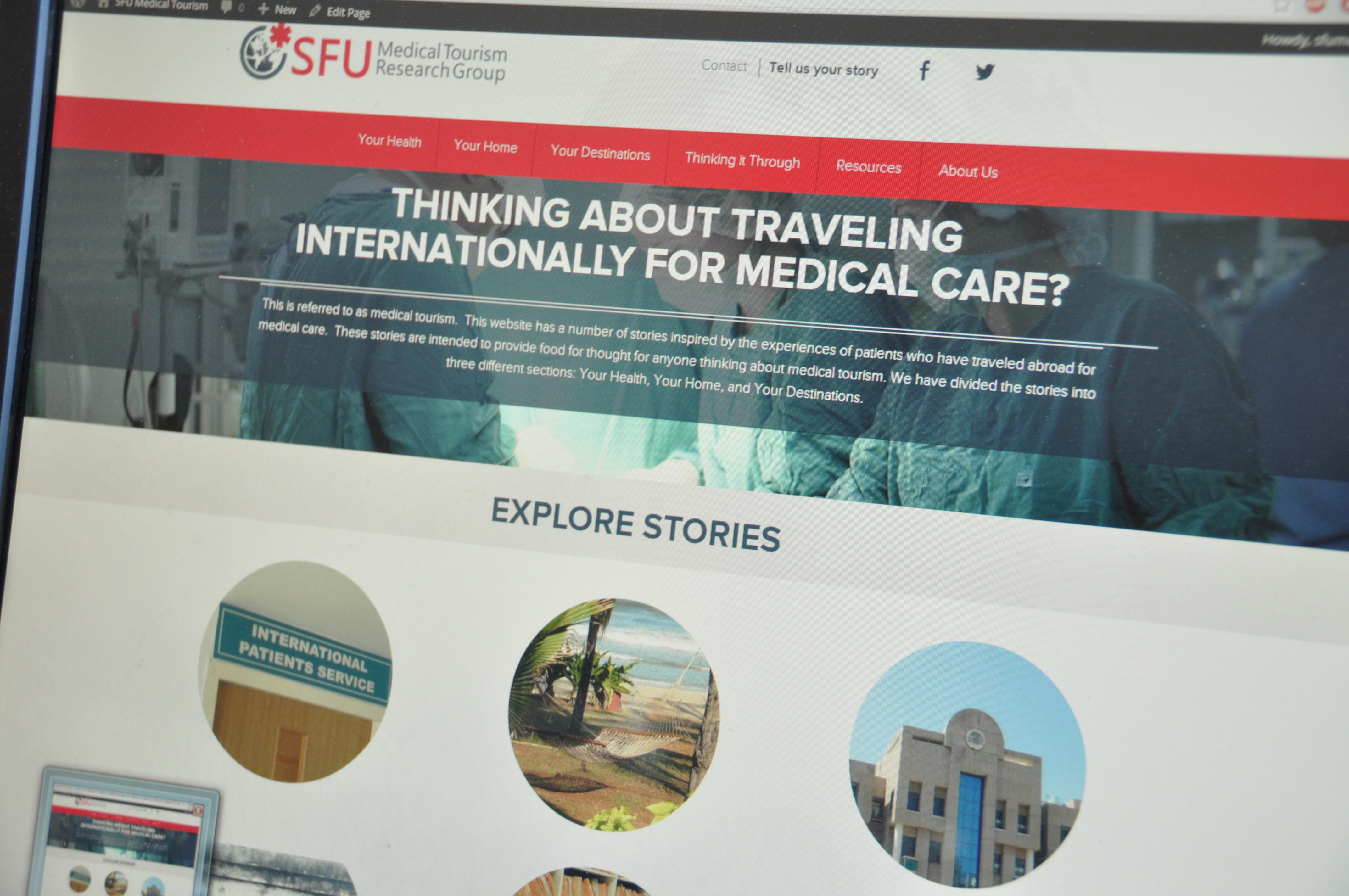
Web de búsquedas sobre turismo sanitario

El turismo de salud,  turismo sanitario o  turismo médico es un fenómeno global que consiste en el viaje a otra ciudad o país para recibir algún tipo de tratamiento o atención médica (como cirugías, tratamientos, rehabilitación) o del tipo de bienestar como tratamientos estéticos o en balneario.

## Concepto
El término "turismo de salud" es el adecuado para describir esta actividad, debido a que técnicamente el "turismo médico" incluye otros procedimientos como los estéticos, odontológicos o similares.
También tienen como objetivo terapéutico los servicios turísticos de salud ofrecidos en los balnearios o la atención sanitaria privada a domicilio, en general, gastos que pueden verse reducidos si se efectúan en otro país, aprovechando la diferencia de renta per cápita, seguridad, transporte público o la calidad de la sanidad pública. La búsqueda de una segunda opinión médica también motiva a pacientes a trasladarse a otras ciudades o países con estos fines.
Al carecer de base científica, no se considera turismo de salud al peregrinaje de personas con enfermedades en busca de curación mediante la fe, a puntos destacados de la mitología religiosa, lugares de supuestas epifanías como Fátima o Lourdes en Europa.

## Ventajas
- Alternativas de salud: Al haber una gran cantidad de servicios de salud, la gente tiene una amplia variedad de opciones en donde puede escoger el que mejor le convenga en cuanto calidad y precio.
- Opciones de profesionales: El turismo médico nos permite encontrar al especialista adecuado y con mayor preparación para tener un mejor tratamiento.
- Atención inmediata: Al ser un tipo de turismo especializado en la salud su objetivo es tratar a los pacientes lo que da el beneficio de una atención de calidad.
- Cambio de entorno: Las personas cambian de entorno, conocen lugares y personas nuevas y llevan a cabo actividades estimulantes que les permiten alejarse de un entorno estresante.

## Tipos de turismo
- Turismo médico: Son todos aquellos relacionados con cirugías o tratamientos que necesiten y son sometidos los viajeros.
- Turismo de bienestar o wellness: Aquel que esta enfocado en el bienestar y relajamiento personal, como un spa.
- Turismo de medicina complementaria: Es aquel que incluye prácticas como masajes, acupuntura, beber té verde, entre otros.

## Historia
El turismo médico no es un fenómeno nuevo a nivel mundial. Desde la época de los griegos, se viajaba a Epidauria en el golfo Sarónico, con el fin de recibir atención médica en el santuario de Asclepio. Siglos después, tenemos también en Egipto en el año 1248, la inauguración del hospital de Mansuri, en El Cairo, siendo uno de los más desarrollados del mundo, factor que hizo que muchas personas viajaran hasta allí a recibir atención médica.
Actualmente países como Argentina, Australia, Brasil, Bulgaria, Canadá, China, Colombia, Corea del Sur, Costa Rica, Cuba, Ecuador, Emiratos Árabes, España, Filipinas, Hungría, Irán, Jordania, La India, Malasia, México, Nueva Zelanda, Pakistán, Panamá, Polonia, República Dominicana, Singapur, Sudáfrica, Tailandia y Turquía son países que reciben varios miles de pacientes cada año.

## Razones
Entre los factores que han propiciado la creciente popularidad de los viajes por motivos médicos se encuentran el elevado coste de la atención médica, los largos tiempos de espera para determinados procedimientos, la facilidad y accesibilidad de los viajes internacionales y las mejoras tanto tecnológicas como en los niveles de atención en muchos países. Evitar los tiempos de espera es el principal factor para el turismo médico desde el Reino Unido, mientras que en EE. UU. la razón principal son los precios más bajos en el extranjero. Además, las tasas de mortalidad varían mucho, incluso en los países desarrollados.

## Cómo llegar
Entre los destinos más populares del mundo para viajes por motivos médicos se incluyen: Canadá, Cuba, Costa Rica, India, Israel, Jordania, Malasia, México, Singapur, Corea del Sur, Taiwán, Tailandia, Turquía y EE. UU.
Algunas personas se desplazan para embarazos asistidos como la fecundación in vitro o la maternidad subrogada, o la congelación de embriones para la retro reproducción.
El turismo dental es viajar en busca de odontología o cirugía oral y maxilofacial más baratas. Los pacientes pueden ahorrar hasta un 70% en procedimientos dentales si eligen el turismo dental. La misma carilla de porcelana fabricada en un laboratorio sueco puede costar hasta 2.500 dólares australianos en Australia, pero sólo 1.200 dólares en la India. La diferencia de precio en este caso no se debe al coste del material. Aunque el turismo médico suele realizarse cuando se viaja desde países de renta alta a países en vías de desarrollo, otros factores como las diferencias en la financiación de la sanidad pública en cada país o el acceso general a la asistencia sanitaria también pueden influir en la decisión de viajar.